# 洽洽食品
洽洽食品股份有限公司（深交所：002557，简称洽洽食品），是中國最大的瓜子生產商之一，其母公司合肥华泰集团原經營棒棒冰，於1999年試賣瓜子，營業額由首年的3,000萬元人民幣高漲至2006年的約10億元人民幣。

## 发展历史
洽洽食品於1999年由安徽合肥華泰集團成立，創辦人是陳先保。他1982年後原本被分派到安徽省商業廳管轄的糖煙酒公司從事管理工作，1995年辭職，轉而創辦華泰，最初經營兒童食品棒棒冰（港稱冰條）。由於這種食品易做易賣，市場迅速飽和。
1998年，陳先保開始計劃發展瓜子炒貨，「洽洽」一名源自恰恰舞（cha-cha），以表達動感節奏之意，加上「水」字旁是因為瓜子改炒為煮，用水煮方法為瓜子調味、再而風乾，減少弄污雙手。其做法是把葵花子與中草藥煮制。這種水煮製瓜子被廣泛推出時，一些傳統炒瓜子品牌如傻子瓜子的市場亦日益萎縮。
當洽洽在1999年推出時，年銷售額為3000萬元，該公司之後以400萬元在中國中央電視台賣廣告，令該品牌知名度大幅提升。2000年「洽洽」瓜子的銷售額為1億元，翌年增至4億元。
2001年8月9日，洽洽食品股份有限公司成立于合肥市国家级经济技术开发区。
2011年3月2日，洽洽食品在深圳交易所挂牌上市。

## 主要产品

洽洽每日坚果与风味瓜子

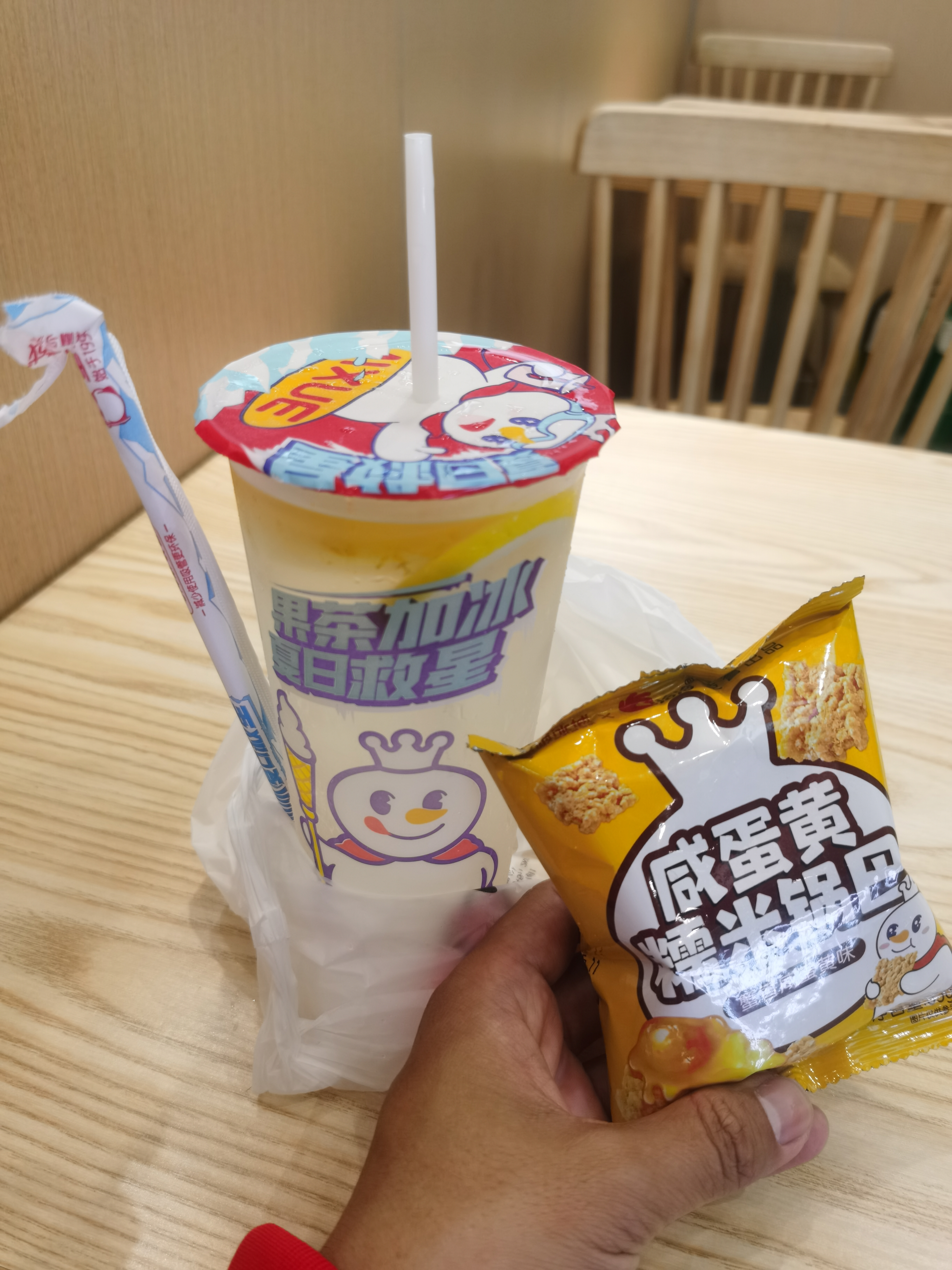
洽洽与蜜雪冰城联名推出的糯米锅巴

- 香瓜子系列
- 风味瓜子系列
- 每日坚果
- 喀吱脆
- 糯米锅巴
- 怪U味五香豆
- 山药脆片
- 香花生
- 小湿煮

## 经营策略

### 包装与广告
洽洽瓜子在1999年問世前，市場已出現傻子瓜子等重要品牌，市場競爭劇烈，而且進場門檻亦低。於是洽洽食品用水煮方法為瓜子調味，強調此舉不會如炒貨般髒；另外在瓜子中加入各類調味，如奶香、涼茶。這種水煮製瓜子雖然早已存在，但洽洽食品首次以此作為賣點，強調產品異化。
早期的洽洽瓜子每包會附有一張文化卡，寫上唐詩、宋詞或朱德庸漫畫。據說最初消費者買這種瓜子時，仍未熟悉它的名字，只知道有一種瓜子包裝裡有文化卡片，藉此令品牌的檔次高於傳統炒貨。此後洽洽食品亦利用懷舊紙袋作包裝，採用中式信封設計、加上民俗色彩強烈的手寫書法，加強形象。
2001年，洽洽借錢400萬元買下北京電視台娛樂節目《歡樂總動員》半年的廣告時間，原因是該節目有超過4億多的觀眾，而且大多是青少年，正是洽洽的目標消費群體，節目內容亦與「洽洽」一詞相配。
在一片有毒食品問題湧現下，2004年洽洽與阿里山、正林等佔中國炒貨產銷量85%的十大品牌，公開承諾會確保原料、加工、銷售都符合國家及行業標準，以減少外界的疑慮。
洽洽瓜子龐大的葵花子來自內蒙古、甘肅及東北的葵花田；其中2004年，內蒙五原縣縣內就有1萬多人從事葵花子業，全縣農民年人均收入為1800元。2001年秋、冬，因雨量過多，數千頃成熟的葵花子因不能及時採摘、晾曬而變異，需要捨走一批；此後洽洽除了引入機械分選瓜子，亦要安排近千名工人對生產原料進行人手挑選。
2007年2月，國家質檢總局抽查瓜子的酸價、過氧化值超標、微生物和甜味劑含量時，點名表揚洽洽瓜子。
在應付供不應求時，洽洽瓜子除了自行生產瓜子外，亦會把瓜子交到一些農村，曾有農村組織2000多人為洽洽工作，成為重要的生產後勤基地。

### 銷售策略
洽洽瓜子從1999年起一年內已賣遍全國，成為國內炒貨熱門品牌，當時日產量已達80噸。據說有前來洽洽食品總部進貨的經銷商在門口排起了長隊，拿不到貨的就賴著不走，聲稱「不給貨，就不走」。
一些商業管理分析認為，洽洽食品的突破在於把銷售焦點放在經銷商，而非一般的批發。
洽洽瓜子剛推出時，洽洽食品定下必須讓經銷商賺錢的原則，其貨運紙箱包裝封口處已印上「慰勞金」幾個字，每箱裡面都2元現金，而且每個紙箱會設下抽獎券，只要經銷商肯入貨，就有機會中獎。
沃爾瑪、家樂福和麥德龍等大型超市最初無意引入洽洽食品的產品，於是洽洽食品採取「農村包圍城市」策略，視每個超市為一個據點，再把貨品分發至超市四圍的店舖，希望附近的客人買過後會喜歡洽洽瓜子的味道，並不時找超市問有沒有這種貨。此後一些超市亦降低洽洽食品的進場門檻，買入他們的貨品。

## 事件

### 甜菊糖事件
2002年3月21日，香港特區政府調查市面含有在港禁用甜菊糖的食品，「洽洽」系列產品因在包裝上列出含有該禁用原素而被查禁。
翌日，廣州媒體已刊登有關消息，並指在廣州出售的產品雖然未見列出甜菊糖成份，但配料成分表中含糖精鈉，並說「大量資料顯示過量吸收糖精鈉會對人體造成極大的損害，攝入大量的糖精納可以導致雄性大鼠患上膀胱癌」。此文一出，經網站發佈，在全國引起軒然大波，經銷商要求退貨，消費者提出置疑。
洽洽食品認為事件會擴大，於是成立3·21危機處理小組處理。危機領導小組共有三個小隊：第一隊由負責海外市場的副總裁帶隊赴香港；第二隊由銷售副總裁帶隊赴北京，向國家有關政府部門與首都媒體做公關；第三隊則在本部由總裁在總部指揮，負責協調。隨後洽洽食品指香港貨品是用早期版本的包裝，其甜菊糖已沒有採用，處理小組採取進一步的措施，向全國銷售分支機構通報此事件，並要求分銷商如何統一解答消費者和媒體的問題。
事後，食環署指洽洽香瓜子被回收是由於食品包裝上誤印原料，違反食品標籤規定，但亦打消市場疑慮。洽洽隨即發動連串澄清宣傳，包括在香港主要報章《東方日報》、《香港蘋果日報》刊登聲明，指洽洽瓜子只是誤用包裝，請求消費者給予諒解。此後，全國的主要報章和電視亦打上廣告，展示「洽洽」產品歷年來獲得的質量保證和各項榮譽等。
洽洽食品並在重災區廣州召開新聞發佈會，並疏通了合肥市人民政府以市新聞辦公室名義召開新聞發佈會。3月27日，合肥市人民政府新聞辦公室在廣州花園賓館舉行新聞發佈會；另一方面，北京小隊隨即向中國國家食品工業協會等行業協會以及國家衛生部門，請求國家權威部門給予客觀公正的答覆。
由於甜菊糖並未在中國大陸禁用，配合洽洽食品的公關策略，3月30日，中國媒體開始有聲音認為此次甜菊糖風波並不簡單，認為是美國其它代糖生產商一手炮製的旨在攻擊競爭對手、保護自己市場的事件，美國代糖產品每年銷售額達10多億美元，而將洽洽食品塑造成政治角力的受害者。

## 认证及荣誉
- ISO9001
- HACCP
- 企业信用等级AAA级

## 外部連結
- 洽洽食品 （页面存档备份，存于）
- 洽洽瓜子 合肥华泰食品 （页面存档备份，存于）